# Vương quốc xe hơi 2
Vương quốc xe hơi 2 (tên gốc tiếng Anh: Cars 2) là một bộ phim hoạt hình hành động hài đồ họa 3D bằng máy vi tính, được Pixar Animation Studios sản xuất và Walt Disney Pictures phát hành vào năm 2011. Cars 2 là phần tiếp theo của phim Cars năm 2006. Trong phim, xe đua Lightning McQueen (Owen Wilson lồng tiếng) và xe tải kéo Mater (Larry the Cable Guy lồng tiếng) bay đến Nhật Bản và châu Âu để tham gia tranh tài trong giải đua toàn cầu World Grand Prix, nhưng Mater bị lạc đường và từ đó cùng với các điệp viên quốc tế thực hiện nhiệm vụ vạch trần bộ mặt kẻ thao túng giải đua xe ở Anh Quốc . Bộ phim được John Lasseter đạo diễn, đồng đạo diễn Brad Lewis, kịch bản của Ben Queen, và Denise Ream sản xuất.
Cars 2 đã được phát hành tại Hoa Kỳ vào ngày 24 tháng 6 năm 2011 (5 năm sau khi bộ phim đầu tiên ra mắt). Bộ phim đã được trình chiếu theo định dạng Disney Digital 3D và IMAX 3D, đồng thời cũng theo các định dạng hai chiều và IMAX truyền thống. Bộ phim được công bố lần đầu tiên vào năm 2008, cùng với Up, Newt, và Brave (trước đây tên là The Bear and Bow), và là bộ phim hoạt hình thứ 12 từ xưởng phim. Mặc dù bộ phim đã nhận được các ý kiến trái chiều từ các nhà phê bình, nó được xếp hạng một trong tuần đầu công chiếu tại Hoa Kỳ và Canada với doanh thu 66.135.507 USD và vượt trên các tác phẩm khác của Pixar thành công quốc tế trước đó như Toy Story, A Bug's Life, Toy Story 2, Monsters, Inc., Cars, và WALL-E.

## Nội dung
Bộ phim được lấy theo thời điểm năm 2006 của Vương quốc xe hơi đến với năm 2011. Mở đầu là một đoạn video do chiếc xe gián điệp tên là Leland Turbo trong nhiệm vụ thất bại và tình thế lúc này đang cực kỳ nguy cấp, cập nhật thông tin cho Finn McMissile khi ông đang trên đường đi theo dõi một băng đảng tội phạm gồm toàn những chiếc xe lởm ở một giàn khoan dầu giữa Thái Bình Dương cùng với âm mưu xấu xa của chúng. Finn nhìn thấy chiếc camera do tay giáo sư người Đức Zündapp thiết kế và phát minh, ông liên tục chụp hình gửi về cơ quan tình báo. Nhưng bọn chúng đã phát hiện ra Finn đang theo dõi ý đồ xấu xa của bọn chúng, Finn bị bọn xe lởm truy đuổi sát nút, ông chạy lên phía đỉnh giàn khoan dầu và cố gắng chặn đám xe lởm. Đến đường cùng thì ông quyết định nhảy xuống biển để rút chạy, bọn chúng dùng khinh hạm đuổi theo ông, chúng bắn tên lửa để tấn công Finn, rất may là ông không hề hấn gì nhờ có một quả tên lửa của Finn đã bảo vệ ông khỏi việc bị trúng tên lửa của bọn xe lởm. Ông biến thành tàu lặn và lặng lẽ chuồn đi, ông cũng không quên thả bốn chiếc lốp xe mồi bẫy lên mặt biển để đánh lừa đám xe lởm khiến chúng nghĩ rằng Finn đã chết.
Ở thị trấn Radiator Springs, người bạn thân của Lightning McQueen là Mater đang kéo Otis - một chiếc xe cũ nát - về sửa chữa thì thấy McQueen đã quay lại thăm thị trấn và mọi người sau khoảng thời gian đi tham gia giải đua xe Piston Cup lần thứ tư cùng Mack và Sally, Mater đã rất vui mừng vì cuối cùng cũng được gặp lại McQueen sau 1 thời gian dài, bất chấp việc anh đang kéo theo Otis. Sau đó, McQueen và Sally quyết định tổ chức một buổi hẹn hò đầy lãng mạn ở Wheel Well, nhưng đang lúc thi vị lãng mạn thì Mater lại xuất hiện và phá đám cặp đôi trong trang phục bồi bàn, và anh đi lấy đồ uống theo yêu cầu của McQueen và Sally. Tại đây, Guido thể hiện tài năng thiên bẩm của 1 bartender chuyên nghiệp trước những người bạn của mình. Trong buổi tiệc, đài truyền hình giới thiệu ông Miles Axlerod là người đã cầm cố hết tài sản của mình, biến mình thành chiếc ô tô điện đầu tiên đi vòng quanh thế giới mà không cần bản đồ, và ông giới thiệu loại nhiên liệu mới mang tên Allinol, được đánh giá là thân thiện với môi trường - và còn tổ chức một giải đua xe toàn cầu mang tên World Grand Prix. Rồi trên truyền hình có cuộc gọi từ một tay đua người Ý tên là Francesco Bernoulli, anh ta thách thức McQueen tại giải đua sắp tới. Và rồi McQueen, Mater, Luigi, Guido, Fillmore và Sarge cùng ''tân trang'' bằng cách đồng loạt dán miếng dán số 95 - con số đua xe của McQueen - tại tiệm sơn của Ramone, đồng thời McQueen cũng được sở hữu ngoại hình mới ngầu hơn hẳn, rồi cả 6 người cùng lên đường đi tham dự sự kiện khai màn giải đua thế giới tại Nhật Bản, tại đó họ cùng nhau đi tham quan Thủ đô Tokyo vào buổi tối, đến xem những lễ hội truyền thống của Nhật Bản như múa geisha và đấu vật sumo. Sau cùng thì họ đã đến nơi tổ chức sự kiện khai mạc Giải đua Toàn cầu World Grand Prix, và tại đó McQueen và Mater đã gặp được Francesco Bernoulli. Trong sự kiện ở Tokyo, Finn đang đi dò máy quay tội phạm thì gặp nữ điệp viên Holley Shiftwell, cũng là một gián điệp người Anh. Finn yêu cầu cô phải đi gặp một tay gián điệp người Mỹ. Tay gián điệp này đã bị lộ và phải chiến đấu với bọn xe lởm, trong khi anh ta đang bị dồn vào thế bí thì Mater cũng vừa chui ra khỏi nhà vệ sinh nên đã cứu anh ta một mạng. Đáng lẽ ra là phải là Rod "Torque" Redline cuối cùng thì bị đánh bom bởi tay giáo sư điên rồ Zündapp tuy trông hiền lành và không dữ dằn nhưng cực kỳ có ý đồ xấu.
Khi cuộc đua bắt đầu, thì bọn xe lởm nhắm mục tiêu đi tìm Mater để tra hỏi nhưng Holley có gắn thiết bị phát thanh trong đầu khiến Mater cứ thế nói chuyện với cô mà quên không ngắt bộ đàm với McQueen nên thành ra Mater cứ nói lảm nhảm và la hét vào tai Lightning McQueen trong lúc anh đang đua. Lúc Mater đi ra ngoài, Finn liền chặn bọn xe lởm đang có ý định tấn công nhằm bảo vệ Mater, sau đó thì Mater đã chứng kiến tận mắt màn đấu tay đôi hoành tráng giữa Finn và bọn xe lởm. Khi cuộc đua kết thúc thì Francesco là người chiến thắng, McQueen về thứ nhì. Về điểm pit-stop, McQueen hỏi tại sao Mater lại la hét vào tai của anh thì Mater trả lời là gặp bạn gái, xem karate, bắn pháo hoa và múa lửa thì thật là vô nghĩa đối với McQueen, và McQueen không cần Mater giúp nữa.
Ở Sân bay Quốc tế Tokyo, Mater đã tháo miếng dán số 95 và chuẩn bị quay về Radiator Springs trong tâm trạng buồn chán, bật ngờ anh gặp phải một viên cảnh sát trông khá giống Finn, nhưng thực ra đó chính là Finn đang cải trang để tránh tai mắt của bọn xe lởm. Finn và Mater cùng nhau chạy trốn khỏi bọn xe lởm đang truy đuổi họ ở sân bay và tất cả cùng chạy hết tốc lực lên chiếc máy bay phản lực tên là Siddeley, Holley đã chờ họ sẵn ở đó. Sau đó họ đã tới Paris, Pháp để thăm dò. McQueen, Luigi, Guido, Fillmore và Sarge đọc được nội dung thư do Mater viết lúc đó. Trên máy bay, Holley tháo thiết bị định vị gắn ở đuôi xe của Mater và lắp nó vào máy tính thăm dò thì phát hiện trong bức ảnh có loại động cơ ô tô tồi tệ nhất lịch sử, và họ đã thấy một phụ tùng khả nghi, cả ba người đến Pháp và truy bắt một tên chuyên bán phụ tùng xe hơi cũ tên là Tomber ở một khu chợ và tra hỏi thì hắn mới cho biết phụ tùng đó là chính hắn rao bán nhưng khách hàng "ngon" nhất luôn đặt hàng qua điện thoại.
Tại Porto Corsa, Ý, Luigi và Guido vui mừng vì được trở về quê nhà sau nhiều năm xa cách và mọi người tổ chức tiệc tùng. Tại đó, một ông bác tên là Topolino cho McQueen một lời khuyên chân thành là anh nên làm hòa với Mater. Trên chuyến tàu cao tốc thẳng hướng đến Porto Corsa, Finn và Holley đã thăm dò một đoạn ngã tư có lắp đặt camera theo dõi bí mật thì thấy một chiếc xe móc tên là Ivan nên họ đã giúp Mater cải trang thành chiếc xe kéo Ivan, tay sai của chiếc xe lởm tên là Hugo để thâm nhập cuộc họp của lũ xe lởm. Tại cuộc đua, bọn xe lởm đã dùng chiếc camera laser điện từ liên tục chiếu vào ba tay đua khiến bánh xe và động cơ của họ bị phát nổ và những xe đua khác tông vào nhau gây ra tai nạn. Finn tới chỗ của 2 tên xe lởm đang bắn tia laser điện từ thông qua camera của chúng, nhưng ông đã bị nam châm của chúng hút lên trong khi đang chuẩn bị tấn công lũ xe lởm. Trên đường đua, lần lượt các tay đua đã bị thương và không thể đua tiếp, trừ Francesco và McQueen. Holley đã bị bắt bởi lũ xe lởm. Trong lúc đó, tại cuộc họp của bọn xe lởm, thì Mater trong bộ dạng chiếc xe tải kéo Ivan, đã nghe thấy ông chủ của lũ xe lởm qua TV đã nói rằng, chúng cần tiêu diệt Allinol để hạ thấp giá trị của nhiên liệu thay thế. Như vậy chúng sẽ giàu to vì chúng còn 1 mỏ dầu lớn chưa khai thác ở Thái Bình Dương, có trữ lượng dầu lớn nhất thế giới. Kết thúc cuộc đua, McQueen về nhất, Francesco về nhì nhưng họ rất hoang mang khi thấy các tay đua khác bị tai nạn. Trong bài phát biểu, McQueen nói rằng anh vẫn muốn tham gia vòng đua cuối với nhiên liệu Allinol, và bọn xe lởm đã lên kế hoạch để giết McQueen. Mater đã bị lộ, cố gắng bỏ trốn và tới chỗ McQueen để cảnh báo nhưng thất bại và anh bị bọn chúng bắt.
Trong giấc mơ của Mater là những hình ảnh về việc anh liên tục bị chê là kẻ ngốc và bị chế giễu. Khi Mater tỉnh lại thì anh phát hiện ra rằng, họ bị tóm gọn và bị giam bên trong Tháp đồng hồ Big Ben ở London, Anh. Nếu Tháp đồng hồ tiếp tục quay, Finn và Holley sẽ bị nghiền nát bởi bánh răng xoay chiều kim đồng hồ cực kỳ lớn và nặng. Mater thoát ra được và tới trạm sửa xe của McQueen để cảnh báo mọi người về một quả bom, vì trước đó có 2 tên xe lởm nói rằng, ở đó có 1 quả bom và chúng muốn giết McQueen cùng những người khác. Finn và Holley phát hiện ra là Mater đánh rơi vỉ lọc khí, và họ biết rằng quả bom mà bọn xe lởm nhắc tới đang được cài trong bộ lọc khí của Mater. Holley đã tự giải thoát cho cô và Finn, họ nhanh chóng tới và cảnh báo Mater. Trong lúc đó, McQueen không biết về quả bom và vui mừng khi thấy Mater, Mater chạy trốn và cố giải thích nhưng McQueen không hiểu. Lúc giáo sư Zündapp định kích nổ quả bom thì Mater kích hoạt động cơ hỏa tiễn để thoát thân, lôi theo cả McQueen vì anh tự mắc một bánh của mình vào chiếc móc của Mater, khiến quả bom nằm ngoài vùng phủ sóng, hắn rất cay cú và định chạy trốn ra cảng, nhưng Finn đã tiêu diệt chiếc khinh hạm của hắn và ông đã bắt được Zündapp. Khi Finn và Holley quay lại, thì họ đã yêu cầu Zündapp vô hiệu hóa quả bom. Nhưng ngặt nỗi, quả bom này được kích hoạt bằng giọng nói, nó chỉ có thể bị hủy kích hoạt bởi giọng của chính người đã kích hoạt nó, thế nhưng Zündapp lại không phải là kẻ đã kích hoạt quả bom. Cảm thấy quá phí sức để tiếp tục tra hỏi nên Holley chích điện vào Zündapp khiến hắn bất tỉnh. Quả bom bắt đầu đếm ngược sau khi tên giáo sư dùng giọng để hủy kích hoạt sau 5 phút và họ bị bao vây bởi lũ xe lởm. Tuy nhiên những người khác đã giúp đỡ họ tiêu diệt lũ xe lởm. Mater đưa McQueen tới Cung điện Buckingham và gặp Nữ hoàng Anh. Axlerod bị dồn vào đường cùng, đành phải hủy kích hoạt quả bom chỉ vài giây trước khi nó phát nổ, và quả bom đã thực sự ngừng hoạt động, màn hình đếm ngược của nó hiện ra dòng thông điệp "Chúc một ngày tốt lành, Ngài Axlerod :)". Mater cuối cùng cũng lật tẩy được rằng Axlerod chính là tên trùm thực sự của lũ xe lởm và vạch trần mọi tội ác của hắn khi anh dùng chiếc móc kéo xe của mình lật nắp capô của hắn lên và phát hiện ra khối động cơ bên trong hoàn toàn trùng khớp với bức ảnh mà Holley đã lưu về từ thiết bị định vị gắn trên đuôi xe của Mater trước đó. Nhờ lòng dũng cảm và sự mưu trí của mình, Mater được Nữ hoàng Anh sắc phong chức Hiệp sĩ đầy danh dự.
Trở về Radiator Springs, Mater hào hứng kể lại cho mọi người câu chuyện đầy li kì vừa qua của mình khi anh trở thành điệp viên bất đắc dĩ. Đúng lúc đó, Finn và Holley xuất hiện, Holley phân tích cho mọi người rằng: "Chúng tôi điều tra được rằng Allinol chính là xăng, và Axlerod đã thay đổi nó để khi bị chiếu tia laser, thì Allinol sẽ nổ". McQueen thắc mắc rằng tại sao mình lại không bị nổ, và Fillmore đã giải thích rằng: do anh chưa bao giờ tin tưởng Axlerod cũng như Allinol, cho nên anh và Sarge đã tráo nhiên liệu Allinol bằng nhiên liệu hữu cơ sinh học của mình, hoàn toàn trong sạch và đã được chứng minh là không thể nổ được, nhờ vậy mà cứu được McQueen khỏi lưỡi hái của Tử thần. Ngay tại thị trấn nhỏ bé này, mọi người cùng tổ chức 1 giải đua không chính thức có tên là "Radiator Springs Grand Prix" và các tay đua chưa hoàn thành chặng cuối Giải đua toàn cầu World Grand Prix được mời đến tham gia, mọi người cùng có một suy nghĩ rằng đó là giải đua được tổ chức thay cho chặng cuối của World Grand Prix, không giải thưởng, không thành tích, chỉ có đua cũng đã quá đủ để thỏa niềm đam mê đua xe luôn rực cháy bên trong mình. Finn và Holley tặng Mater bộ hỏa tiễn thay cho lời cảm ơn vì sự giúp đỡ nhiệt tình của Mater trong cuộc chiến với bọn xe lởm, và cả hai điệp viên Anh quốc tiếp tục lên đường làm nhiệm vụ của mình. Trên đường đua, Mater khởi động bộ hỏa tiễn kéo theo Lightning sánh vai nhau lái thẳng về phía vạch đích.